# Владимир Онишченко
Владимир Онишченко (на украински: Володимир Онищенко; на руски: Владимир Онищенко) е съветски и украински футболист и треньор. Почетен майстор на спорта на СССР (1975).

## Кариера
Играе за Динамо Киев и Зоря Ворошиловград. Отбелязва 2 гола за Динамо във финала на Купа на носителите на купи през 1975 г. Записва 36 мача и вкарва 8 гола за националния отбор на СССР. Сребърен медалист от Евро 1972.

## Отличия

### Отборни
Динамо Киев
- Съветска Висша лига: 1971, 1972, 1974, 1975, 1977
- Купа на СССР по футбол: 1974, 1978
- Купа на носителите на купи: 1975
- Суперкупа на УЕФА: 1975